# Андрена краснопятнистая
Андрена краснопятнистая (лат. Andrena stigmatica) — редкий вид пчёл из рода Andrena (семейство Andrenidae), занесённый в Красную книгу Украины и в Красную книгу Крыма.

## Распространение
Очень редкий вид, известный лишь по первоописанию самок из Туркменистана и найденный в Иране и в Крыму, где остался только в Опукском, Карадагском, Казантипском заповедниках и в окрестностях Симферополя.

## Описание
Длина 12—15 мм. Голова, грудь, ноги и последние тергиты брюшка, начиная с 4-го, чёрные. Первые три тергита (их вершинные части полупрозрачные, стороны 2 тергита имеют по одному чёрному пятну). Крылья прозрачные, по краю слегка затемнены. Жилки крыльев (кроме костальный) и шпоры всех ног красноватые. Голова покрыта густыми чёрно-коричневыми волосками. Затылок и темя опушены желтоватыми волосками. Щиток и щитики опушены длинными красноватыми волосками.
Взрослые особи отмечены летающими в конце лета и начале осени. Особенности гнездования неизвестны. Антофил, питается нектаром и пыльцой растений, приурочен к цветам семейства ворсянковые (Dipsacaceae), в частности головачки уральской (Cephallaria uralensis) и крымского эндемика — скабиозы Крымской (Scabiosa taurica).